# Bernhard Windscheid
Bernhard Windscheid (Düsseldorf, 26 luglio 1817 – Lipsia, 26 ottobre 1892) è stato un giurista tedesco.

## Biografia

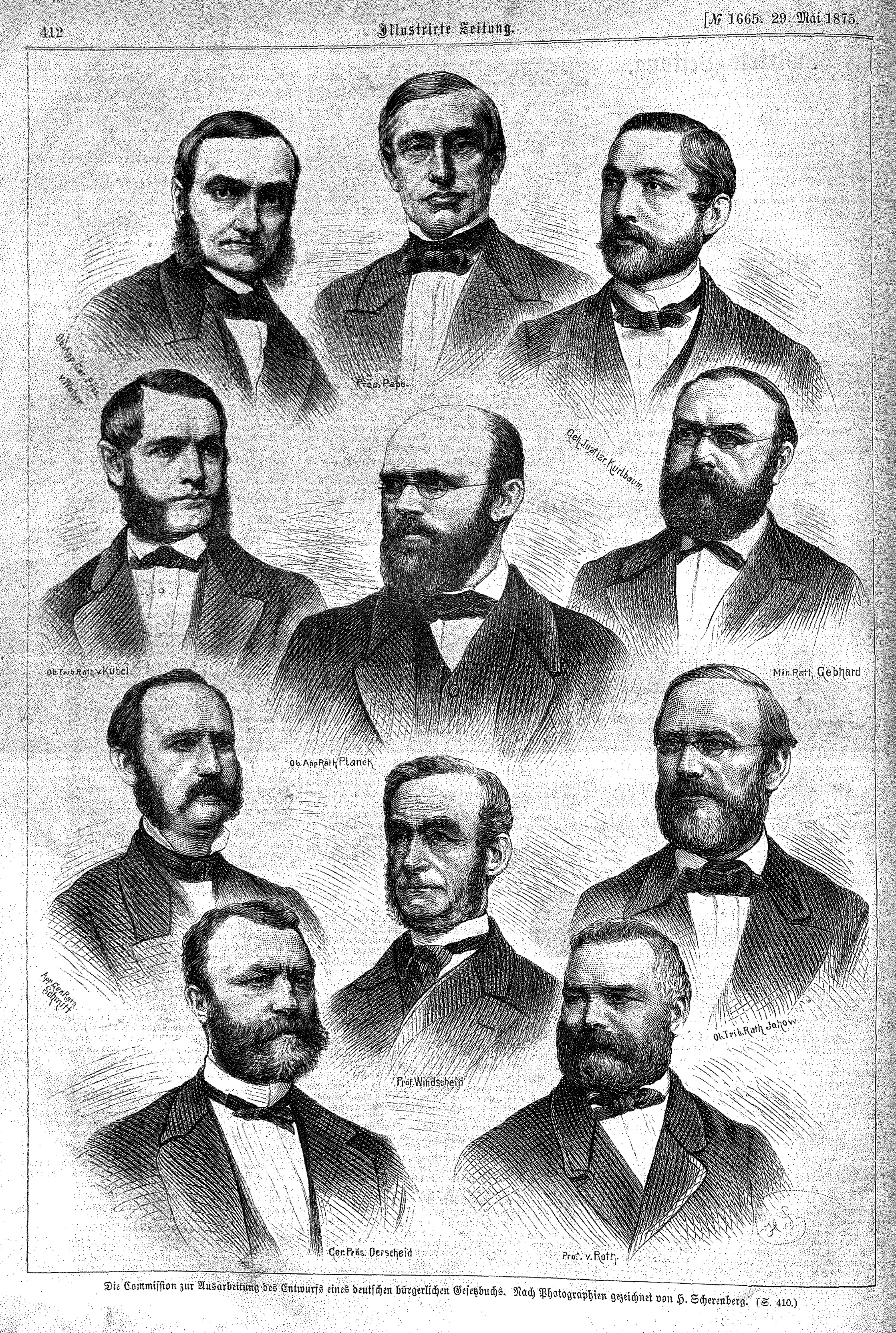
La Commissione per la Bürgerliches Gesetzbuch, nel 1875

Dopo essersi formato negli studi giuridici nelle Università di Berlino e di Bonn, ottenne il dottorato il 22 dicembre 1838. L'abilitazione alla professione giuridica seguì due anni dopo a Bonn. A partire dal 1847 tenne lezioni all'Università di Basilea, dal 1857 insegnò a Monaco e dal 1871 ad Heidelberg. A partire dal 1874 si trasferì all'Università di Lipsia, dove operò fino alla sua morte, nel 1892.
Principe dei pandettisti fino alla morte nel 1892, contribuì grandemente alla formazione del Bürgerliches Gesetzbuch (BGB), il codice civile tedesco del 1900.
La sua fama di insigne giurista è dovuta principalmente al Lehrbuch des Pandektenrechts, manuale giuridico che costituisce il suo magnum opus e, al contempo, il manifesto della scuola della Pandettistica tedesca.
Il manuale ebbe un'eco straordinaria in Germania e questo successo fece sì che il Windscheid venisse chiamato a diventare membro della Prima Commissione per la Bürgerliches Gesetzbuch (la codificazione civile tedesca) dal 1880 al 1883. Il progetto di codificazione fu grandemente influenzato dal Pandekten, soprattutto nella parte generale.

## Opere
- Zur Lehre des Code Napoleon von der Ungültigkeit der Rechtsgeschäfte, Düsseldorf, 1847.
- Die Lehre des römischen Rechts von der Voraussetzung, Düsseldorf 1850.
- Die Actio des römischen Civilrechts vom Standpunkte des heutigen Rechts, Düsseldorf, 1856.
- Zwei Fragen aus der Lehre von der Verpflichtung wegen ungerechtfertigter Bereicherung, 1878.
- Lehrbuch des Pandektenrechts II, Berlino, 1882.
- Gesammelte Reden und Abhandlungen, Leipzig, 1904.